# Великий театр світу
«Великий театр світу» (ісп. El gran teatro del mundo) — драма іспанського драматурга Педро Кальдерона де ла Барки, написана 1630 року. Один з найвідоміших творів у жанрі auto sacramental.

## Історія створення
«Великий театр світу» — один з ранніх autos Кальдерона. Написаний правдоподібно ще перед 1635 роком, на що вказує його стиль, позбавлена надмірної риторики мова, просте віршування та важка, але дуже чітка структура п'єси. Твір видано 1654 року.

## Топос театру світу
Ідея світу як театру, де людина є актором, а Бог — драматургом, походить від філософії стоїків. Походить з LXXVI «Морального листа» Сенеки до Луцілія. Пізніше його розвинув Епіктет в «Енхейридіоні», а потім Лукіан у його Діалогах («Сон», «Ікар» і «Меніпп»). Християнізація ідеї належить Аврелію Августину та Івану Золотоустому. У сучасний період її використав Еразм Роттердамським (у «Похвалі дурості» та «Бесіди»).
Ця ідея також знайшла своє місце в іспанській літературі. Вперше вона з'явилася в «Кроталоні» Крістофора Гнозофа приблизно в 1552—1553 роках, а потім у творі «Закохана Діана» Гаспара Гіл Поло (1564). Сліди цього порівняння також можна знайти в «Cancionero» («Пісенник») Хорхе де Монтемайора (1554), у «Gran Teatro del Mundo» («Великий театр світу») П'єра де Бовістуау, перекладеному з французької на кастильську в 1569 році, і в «Examen de Ingenios» («Дослідження розуму») Уарте де Сан Хуана (1594).
На рубежі 16-17 століть, коли держава переживала повільний розпад і ставилися під сумнів загальноприйняті ідеали, тема світу як театру набула популярності в проповідях і рефлексійній літературі.
Перші згадки про цю тему з'явилися в проповідях, таких як проповідь проповідника Алонсо де Кабера на похоронах Філіпа II у 1598 році та в праці кармеліта Аугусто Нуньєса Дельгаділло «De la victoria de los justos» («Про перемогу праведних») 1618 року.
У художній літературі мотив світового театру з'явився в першій частині крутійського роману Мате Алемана «Гусман де Альфараче» 1599 року, а також в анонімному сонеті «A la muerte de una dama» (На смерть дами), опублікованому 1605 року.
На сцені першою спробою представити цей топос стала Lo fingido verdadero («Справжня вигадка») Лопе де Веги. 1615 року в другій частині «Дон Кіхота» Мігель де Сервантес майстерно показав діалог героїв, порівнявши життя з комедією, а людей з акторами цієї п'єси.
Зрештою, у 1635 році, майже одночасно з Кальдероном, цю тему підняв Франсіско де Кеведо у своїй праці «Epicteto y Phocilides en español con consonantes» («Епіктет і Фокілід у іспанській мові з приголосними»).

## Персонажі
| Особа           | Її роль у драмі                                                               |
| --------------- | ----------------------------------------------------------------------------- |
| Автор           | Бог                                                                           |
| Світ            | Сцена та актор, який виставляє та забирає реквізити                           |
| Король          | Уособлення влади                                                              |
| Розсудливість   | такожːблагочестя або віра, що уособлює Церкву, яка визначає себе слугою віри. |
| Закон Благодаті | підпорядкований Автору (Автор каже, що своїми устами промовляє попередження)  |
| Краса           | фізична краса (у тексті людська краса) жінки                                  |
| Багач           |                                                                               |
| Селянин         |                                                                               |
| Бідняк          |                                                                               |
| Дитина          | Померла ще перед народженням                                                  |
| Голос           | сповіщає героям про їхню смерть                                               |

## Сюжет

### Вступ
Драма починається монологом Автора, який кличе Світ на сцену. Автор із захопленням розповідає про світ, водночас наголошуючи на його мінливості та обмеженості. Він сповіщає Світ, що з нагоди свята (autos ставилися на сцені на свято Корпус-Крісті) відбудеться вистава, яка прославить його (Автора) і його владу. Тоді Автор йде на другий план, щоб створити акторів, давши слово Світу.
Світ представляє свою історію, розділену на три дні, як іспанська комедія. Перший день — це час природного закону, від створення світу до отримання Мойсеєм Десяти Заповідей. Другий день — це ера писаних законів, а третій — час закону благодаті, який починається з приходом Христа. Світ також показує дві брами: ворота колиски та ворота могили, через які повинні пройти всі дійові особи.
Потім на сцену виходять Актори, а Автор розподіляє їм ролі. Більшість з них слухняно виконує свої ролі, але Селянин і Бідняк скаржаться на них. Автор повідомляє, що оцінюватиме всіх акторів після вистави, дивлячись лише на те, чи добре вони зіграли свої ролі. Вистава, яку грають у світових театрах, має бути комедією і має назву «Твори добро, бо Бог є Бог». Актори вимагають репетиції та інформації про час закінчення вистави, але Автор не піддається жодним вимогам.
Світ забезпечує Акторів відповідними костюмами та реквізитами, що відповідають їхнім ролям (тільки Бідняку нічого не дає, а замість цього забирає його одяг).

### Вистава
Події цієї частини відбувається у двох сферах, які відкриваються глядачеві: Земній, в якій грають актори, і Небесній, де сидить автор і дивиться виставу.
Власне вистава починається із Закону благодаті, який розкриває зміст п'єси, що міститься у двох реченнях: «Люби ближнього свого, як самого себе» і «Твори добро, бо Бог є Бог». У наступних сценах Закон благодаті часто це повторюватиме, але більшість героїв не чутимуть його. Герої зустрічаються, зіштовхуються їхні життєві погляди. Бідняк намагається знайти підтримку в інших персонажів, але Красуня його не помічає, Багач відхиляє його благання, Король відсилає його до свого ялмужника, а Селянин замість допомоги пропонує роботу. Лише Розсудливість підносить йому хліб (який символізує Євхаристію). Потім Розсудливість/Релігія коливається, але здобуває підтримку Короля, який належить до світської влади, що підтримує Церкву. Після цих подій герої починають розмову, під час якої розкривають свої бажання: Король мріє про мудрість, Красуня — про захоплення, Селянин хвилюється за свою душу, вважаючи, що він надто прив'язаний до землі та недостатньо вдячний Богові, Багач хоче лише чуттєвих насолод, а Бідняк проклинає день свого зачаття, але наголошує, що робить це не через страждання, а тому, що народився в гріху. Під час цієї розмови Голос один за одним повідомляє героям про їхню смерть. Більшість з них бунтують проти цього (тільки Бідняк приймає це з радістю), але врешті-решт вони йдуть примиреними та розкаяними (за винятком Багача, який у жаху йде геть і залишає своє серце на землі). Тільки Розсудливість не вмирає і завершує виставу, нагадуючи глядачам про необхідність покращувати своє життя. Наприкінці автор розкриває покарання і нагороди. У цій частині Автор говорить лише тричі: на початку відкриває виставу, наприкінці закриває і в середині нагадує, що дав акторам свободу і тому не виправлятиме їхніх помилок. Світ у цій частині знаходиться на задньому плані та не бере участі в дії, а лише коментує гру акторів.

### Суд
Після смерті Світ забирає в акторів реквізити, щоб передати їх наступним. Красі нема що повертати, бо вона втратила свою красу, а Розсудливість нічого не повертає, бо Світ не може забрати добрі справи. З'являється також Дитина, яка померла до народження. Потім відбувається бенкет, де Автор запрошує акторів до столу, повного хліба, який адорує Небо і шанує, волею чи неволею, також Пекло. Першими запрошуються Мудрість і Бідняк. Короля, Селянина та Красуню відправляють у чистилище, де король першим рятується завдяки підтримці, наданій Розсудливістю/Релігією. Багач іде в пекло, а Дитина не отримує ні покарання, ні нагороди (див. лімб). Закінчується вистава спільним співом гімну на честь хліба: «Tantum ergo».

## Аналіз
«Великий театр світу» — видатний твір, заснований на стоїчному порівнянні. У ньому Кальдерон розповідає всю біблійну історію людства від створення світу до гріхопадіння і до спокути. Автор рішуче наголошує, щоб спастися, окрім віри, необхідні також добрі діла. Бог є автором цієї вистави та дає акторам свободу волі, Він безпосередньо не втручається в їхні дії, але іноді через Закон благодаті нагадує їм про мету їхньої вистави. Режисер усього світу — це персонаж зі сторони, який коментує дії акторів. Відповідно до іспанської народної теології, він трактується як представник фатальної для людини тріо: Сатана, Світ і Плоть. Актори грають різні соціальні ролі, деякі з певним опором. Кальдерон наголошує на суспільних обов'язках особистості — недостатньо дбати лише про власне задоволення чи власний порятунок. Невиконання цих обов'язків, егоїстичний підхід до довіреної Богом ролі призводить до засудження Багача, хоча автор не нападає на багатство як таке. За винятком померлої до народження Дитини, яка, згідно з тогочасною теологією, потрапляє на лімбу, інші герої драми досягають збавіння. Кінець п'єси підтверджує францисканське коріння світогляду поета.